# يوليوس شوارتز
يوليوس شوارتز (بالإنجليزية: Julius Schwartz)‏ مواليد 19 يونيو 1915 في ذا برونكس، نيويورك - الوفاة 8 فبراير 2004 في نيويورك، كان محرر كتب رسوم متحركة ووكيل أدبي. معروف بعمله كمحرر في دي سي كومكس لوقت طويل. حيث كان في كثير من المرات المحرر الرئيسي لعناوين بارزة مثل سوبرمان وباتمان. حاز على جائزة جائزة إنكبوت في 1981.

## الأعمال
من العناوين التي عمل عليها:
- ديتكتيف كومكس
- فرقة العدالة
- المرأة المعجزة

## روابط خارجية
- يوليوس شوارتز على موقع IMDb (الإنجليزية)
- يوليوس شوارتز على موقع إن إن دي بي (الإنجليزية)
- يوليوس شوارتز على موقع قاعدة بيانات الفيلم (الإنجليزية)
- يوليوس شوارتز على موقع كينوبويسك (الروسية)